# André Hartemann
 (septembre 2014).
André Hartemann (Colmar, 23 juillet 1899 – Tonkin, 28 avril 1951) est un officier général français. Officier d'état-major durant la Seconde Guerre mondiale et la guerre d'Indochine, il est porté disparu en Indochine.

## Biographie

### Jeunesse et formation
Originaire d'une vieille famille alsacienne de magistrats, de religieux et de militaires, André Hartemann naît le 23 juillet 1899 à Colmar. À 18 ans, il s'engage dans l'armée de Terre après être passé par l'école de Saint-Cyr et participe aux derniers combats de la Première Guerre mondiale sur la Somme.

### Entre-deux-guerres
Alors officier de tirailleurs marocains, il participe à l'occupation de la Haute-Silésie puis à la pacification du Maroc en 1924. Il entre à l'École de Guerre en 1929 et devient officier d'état-major à Oran en 1930. En 1931, il est breveté observateur aérien. Il fait son temps de commandement de capitaine dans un régiment de tirailleurs algériens (de 1932 à 1934) avant d'être affecté à l'état-major de la Ve région aérienne à Alger en 1934.

### Seconde Guerre mondiale
Au début de la Seconde Guerre mondiale, il se trouve au cabinet militaire du ministre de l'Air, Guy La Chambre. Au début de 1940, il demande à être muté dans l'armée de l'air et passe son brevet de pilote. En mai 1940, il prend le commandement en second du groupe de reconnaissance I/22 basé à Metz-Frascaty. Au moment de l'armistice, il commande le I/22 qui s'est replié au Maroc, sur la Base aérienne 151 Rabat-Salé, jusqu'à ce qu'il soit relevé de son commandement après qu'un de ses avions est parti pour Gibraltar. Il est alors affecté au 3e bureau de l'état-major de l'air à Alger. Après le débarquement allié en Afrique du Nord, 8 novembre 1942, où il est blessé par un obus américain, il obtient le commandement de l'aviation de débarquement, crée le 1er régiment de chasseurs parachutistes à Fez et passe son brevet de parachutiste (no 785). Il remet alors son commandement au commandant Sauvagnac, en mai 1943, puis intègre la Joint Air Commission qui regroupe Américains, Anglais, Canadiens et Français ; il s'efforce d'obtenir du matériel moderne pour rééquiper l'aviation française. À la Libération, l'état-major s'installe à Paris, où il travaille au Plan et au Service de liaison interallié.

### Général de brigade
En juin 1945, il est nommé général de brigade et effectue plusieurs voyages aux États-Unis et en Grande-Bretagne comme représentant du général de Gaulle. En décembre, il part en Allemagne occupée prendre le commandement de la 1re division aérienne à Lahr. En août 1949, il est promu au grade de général de division aérienne, et prend la direction du Centre d'enseignement supérieur aérien et le commandement de l'École supérieure de guerre aérienne.
Le 1er avril 1950, il prend le commandement des Forces aériennes françaises en Extrême-Orient, à Saïgon, succédant ainsi au général Bodet. Il s'y distingue par la hardiesse de ses conceptions et gagne la confiance du général de Lattre de Tassigny.
Le 28 avril 1951, il prend place à bord du B-26 no 558 du Groupe de bombardement 1/19 Gascogne. Il décolle de la base aérienne de Cat Bi à 13 h 42 pour une mission de reconnaissance au-dessus de la route coloniale numéro 4, entre Lạng Sơn et Cao Bang. Après son retour, il avait rendez-vous à 15 h 30 avec la chasse afin d'assister à un exercice de combat aérien mais, à l'heure prévue, il ne se présente pas. En fin d'après-midi, alors qu'il n'a donné aucun signe de vie (et considérant le fait que l'autonomie de l'avion n'était que de 5 h), des recherches sont lancées. Après plusieurs jours de recherches et après avoir écouté le canal radio du Việt Minh, il apparaît que l'avion aurait pu être abattu par la DCA à une altitude de 900 m au-dessus de Cao Bang. Le général de Lattre de Tassigny envoie un télégramme au secrétariat d'État aux Forces armées air afin de leur faire part de la disparition du général Hartemann :
« Après six longs jours de recherches infructueuses, je perds confiance dans les possibilités de retrouver vivant le général de Corps Aérien Hartemann.

Je veux donc sans plus attendre vous exprimer toute mon émotion personnelle devant la disparition en plein ciel de ce vaillant soldat de l'air. Il était pour les Forces Aériennes d'Extrême-Orient un chef incomparable et pour moi un collaborateur précieux et un ami.

Je vous demande de faire part à toute l'Armée de l'Air des sentiments qui animent à cet égard les Forces du Corps Expéditionnaire et son Commandant en Chef.

Lorsque le Commandement de l'Air m'aura informé que tout espoir est définitivement perdu, je prescrirai que les trois Armées prennent le deuil. Et je sais que les Armées Nationales du Vietnam, Cambodge et Laos s'y associeront fraternellement. »
Six mois plus tard, une tentative d'explication est donnée sur le mystère de sa disparition : un capitaine Viet Minh déclare que l'accident se serait produit à deux kilomètres de Cao Bang, mais sans aucune preuve tangible. Il aurait explosé en vol et seule la queue de l'appareil serait tombée au sol. L'autre partie serait tombée dans la rivière Bang Giang et aurait été camouflée, tandis que les corps des quatre occupants auraient été enterrés. Cette version de l'accident semble corroborée par un légionnaire italien évadé d'un camp de prisonniers : il aurait vu un avion avec un moteur en difficulté qui aurait explosé. Il aurait en outre aperçu quelques jours plus tard un officier tenant dans ses mains les pattes d'épaules étoilées du général. Toutefois, ces explications n'ont jamais reçu le moindre début de confirmation.
Il est remplacé au poste de commandant des forces aériennes d'Extrême-Orient par le général Lionel-Max Chassin.

## Décorations
|  |  |  |
|  |  |  |
|  |  |  |

### Intitulés
- Françaises :
  - Commandeur de la Légion d'honneur
  - Croix de guerre 1939-1945
  - Croix de guerre des Théâtres d'opérations extérieurs
  - Médaille commémorative de la Grande Guerre
  - Médaille de la victoire
  - Croix du combattant
  - Croix du combattant volontaire
  - Médaille coloniale - Agrafes « Maroc » et « Maroc 1925-1926 »
  - Médaille commémorative de Syrie-Cilicie - Agrafes « Levant » et « Levant 25-26 »
  - Médaille commémorative de Haute-Silésie
  - Grand officier du Nicham-el-Anouar
  - Médaille coloniale - Agrafe « Extrême-Orient »

- Étrangères :
  - Médaille espagnole de la Paix au Maroc
  - Commandeur de l'ordre de l'Empire britannique
  - Officier de la Legion of Merit (États-Unis)
  - Commandeur de l'ordre de Dannebrog
  - Grand officier de l'ordre royal du Sahamétrei
  - Ordre royal du Million d'éléphants et du Parasol blanc
  - Grand officier de l'ordre du Nichan Iftikhar
  - Grand officier de l'ordre du Ouissam alaouite

## Sources
- Patrick-Charles Renaud, Aviateurs au combat : Indochine 1950-1954, Paris, Grancher, septembre 2004, 253 p. (ISBN 2-7028-9842-4), chap. VI (« L'entrée en scène des B-26 »), p. 99-101
- Fiche biographique de Hartemann sur le site de l'« association des amis des Raoul Salan »
- Biographie de André Hartemann par Philippe Hartemann
- États de service du général
- Article "Deuils en Indochine : Le Général de C.A. Hartemann", Tropiques - Revue des troupes coloniales, août-septembre 1951, n°334, pp. 4-5. (RetroNews, Bibliothèque nationale de France)